# Čuška prevlaka
Čuška prevlaka (rus. Коса Чушка) je pješčani sprud u sjevernom dijelu Kerčkog tjesnaca koji se proteže od rta Achilleion prema jugozapadu u smjeru Crnog mora u dužini od gotovo 18 km. Administrativno pripada okrugu Temryuksky, Krasnodarski kraj, Rusija.

## Geografija
Čuška prevlaka tvori sjevernu obalu Tamanskog zaljeva; južna obala je nekada bila Tuzlanska prevlaka. Ima mnogo dugih grana koje se protežu prema jugu, a prije je bio spojen s Kerčkim poluotokom Kerčkim željezničkim mostom iz 1944. godine. Glavna luka na prevlaci je luka Kavkaz. To je ujedno i terminal trajektne linije Kerčkog tjesnaca koja povezuje Tamanski poluotok s Krimom.

## Ekologija
Tijekom oluje u studenom 2007., naftni tanker pod ruskom zastavom oštećen je kod Čuške prevlake, što je rezultiralo ispuštanjem više od 2000 metričkih tona loživog ulja. Beskralježnjaci poput Mytilus galloprovincialis bili su jako pogođeni izlijevanjem, ali su se oporavili do sljedećeg ljeta.

## Svjetionik
Godine 1914., izgrađen je svjetionik s fiksnim crvenim svjetlom na visini od 23 m.

## Vanjske poveznice
|  | Zajednički poslužitelj ima još gradiva o temi Čuška prevlaka |